# 上下関係
上下関係（じょうげかんけい）とは、社会的な力が上のものと下のものとの関係である。本項では、日本を中心とした東アジアにおける上下関係について解説する。

## 縦社会
儒教的色彩の強い日本と韓国の社会では、組織内における地位の上下が社会における主要な関係になっているとして、このような社会は縦社会ともいわれる。中根千枝が1967年の著書『タテ社会の人間関係―単一社会の理論』（講談社現代新書刊）で論じて有名になった。

## 上下関係の弊害
上司や上官に対する部下や下僚からの異論を許さず、下を萎縮させるような峻厳な上下関係は、軍隊や仕事やスポーツにおけるチーム内の意思疎通を妨げることもある。結果として「上は絶対に無謬だ」「上の誤った判断が誰にも修正されない」「下の者が気づいた異変や状況変化が上に伝わらない」といったことから、チーム全体の潰滅（敗北など）を導きやすい。
- 国内の景気・消費活動が後退している時代であるにもかかわらず、高度経済成長時代のような異常な好景気の状態下でしか通用しないような経営方針や商品開発や企画などを上層部が採用し、それらに対して現場や部下の人間が事なかれ主義的な提言を行ったり、異を唱えることができないまま、そのままそれらがその組織全体の方針となる。
- 船舶の操船において、「船長が座礁させるか、他の船と衝突するまで甲板士官らは目を丸くしたまま沈黙を守る」ことは異常とは言えない[2]。

航空業界に上意下達の弊害を思い知らせたのは、1977年に起こったジャンボ機同士の衝突事故、テネリフェ空港ジャンボ機衝突事故であった。この事故は双方の飛行機および管制官の間にさまざまな思い込みがあったことが原因となっているが、特に一方の当事者となったKLM機内では、クルーの内の航空機関士がパンナム機との衝突の可能性に気づいていたにもかかわらず、上司である機長がその可能性を否定したために再度機長に口を挟むことに萎縮してしまい、結果両機が正面衝突する悲劇につながった。
この事故以後、航空業界では上意下達より、乗員相互の合意による意思決定、操縦室内の「権威勾配」の適切さが強調されるようになった。これは航空業界でCRM（crew/cockpit resource management、人的資源の管理）として知られているもので、現在ではすべての航空会社の基礎的な安全管理方式や訓練体系となっており、医療など判断ミスが破滅的な結果につながる業界へも導入されている。

## 先輩と後輩

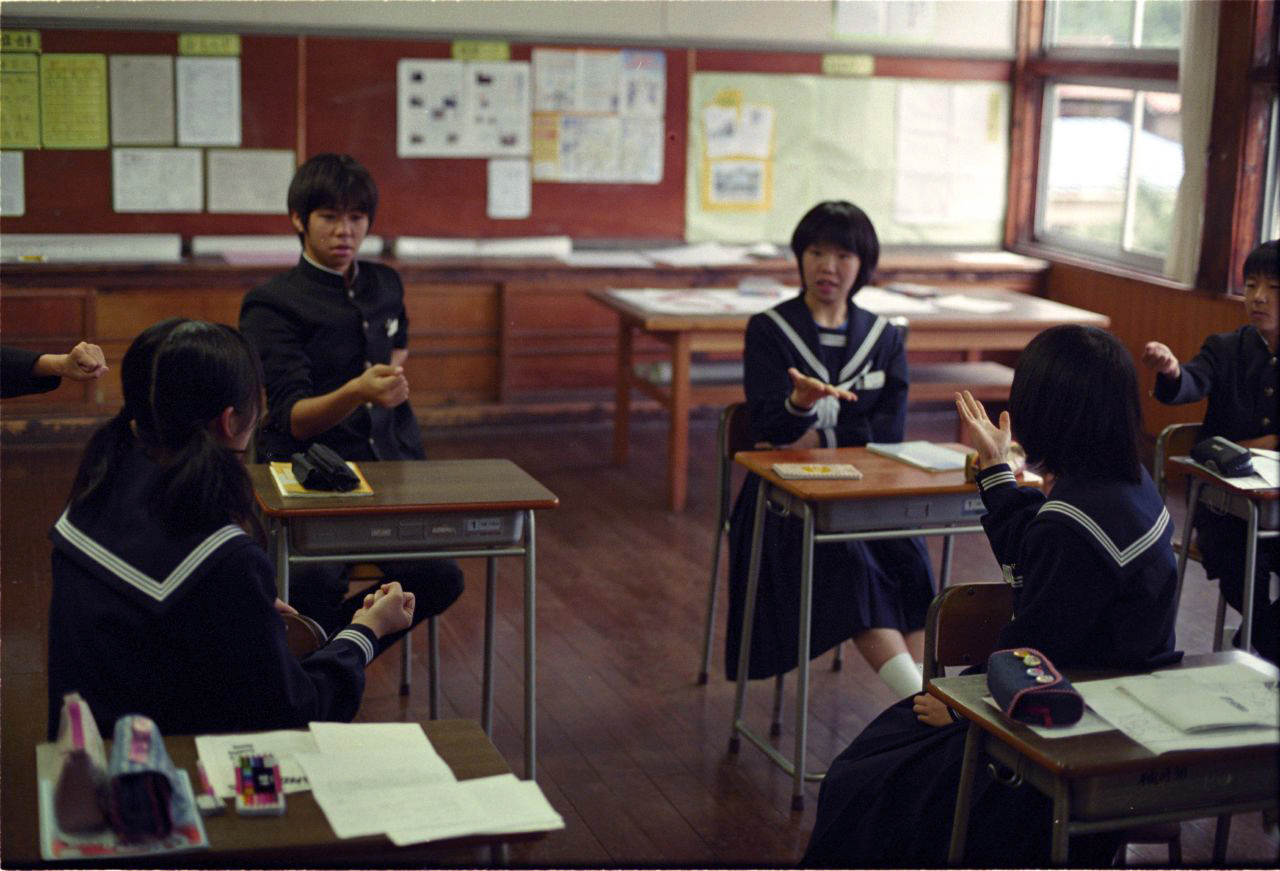
日本の学校では、先輩と後輩の関係は幼い頃から日常生活の不可欠な部分として教えられている。

先輩 （「先の同僚」）および後輩 （ 「後からの同僚」）は、組織、団体、クラブ、企業、学校での非公式階層対人関係を記述する日本語の単語のペアである。このコンセプトは儒教の教えにルーツがあり、際立った日本スタイルを発展させ、最終的には日本文化の一部になる。
関係は相互依存関係にあり、先輩は後輩を必要とし、その逆もあり、組織への参入日によって両者の立ち位置が決定される。先輩は、所属する組織内において、より多くの経験、高位の階層、高レベル、または高齢のメンバーを指し、後輩と呼ばれる新しいメンバーまたは経験の浅いメンバーに支援、友情、および助言、個人的な忠誠心を提供する。後輩は先輩の年功および経験により敬称を表す言語を話す。一方、先輩は後輩に対し、友人としても振る舞う。この関係は、東洋文化における家庭教師と生徒の対人関係に似ているが、先輩と後輩は同じ組織で働かなければならないという点で異なる 。
この関係は儒教の教えに加えて、古代中国から日本にもたらされ、日本の哲学のさまざまな側面に広がった道徳と倫理に由来している。先輩と後輩の関係は、権威、指揮系統、長老に対する敬意を強調する垂直的な階層（父子関係のような）であり、あらゆる形態の内部競争を排除し、組織の団結を強化する。
時間が経つにつれて、このメカニズムによって、経験と知識の伝達、および知人の拡大、教育の技術を生かしていくことが可能になり、また後輩の利点として、先輩の知識から双方の間の有益な経験を生み出すことを可能にし、先輩は責任感により後輩から新しい体験を得る。これは友情を意味するものではなく、必ずしも先輩と後輩は友達になる訳ではない。
韓国語のソンベ（선배）とフベ（후배）は、それぞれ日本語の先輩と後輩と同じ用法であり、 xianbei （先輩/先辈）と houbei （後輩/后辈）という中国語表記 （ただし、中国語では用語 qianbei （前輩/前辈）が高齢者にはより一般的）からきている。

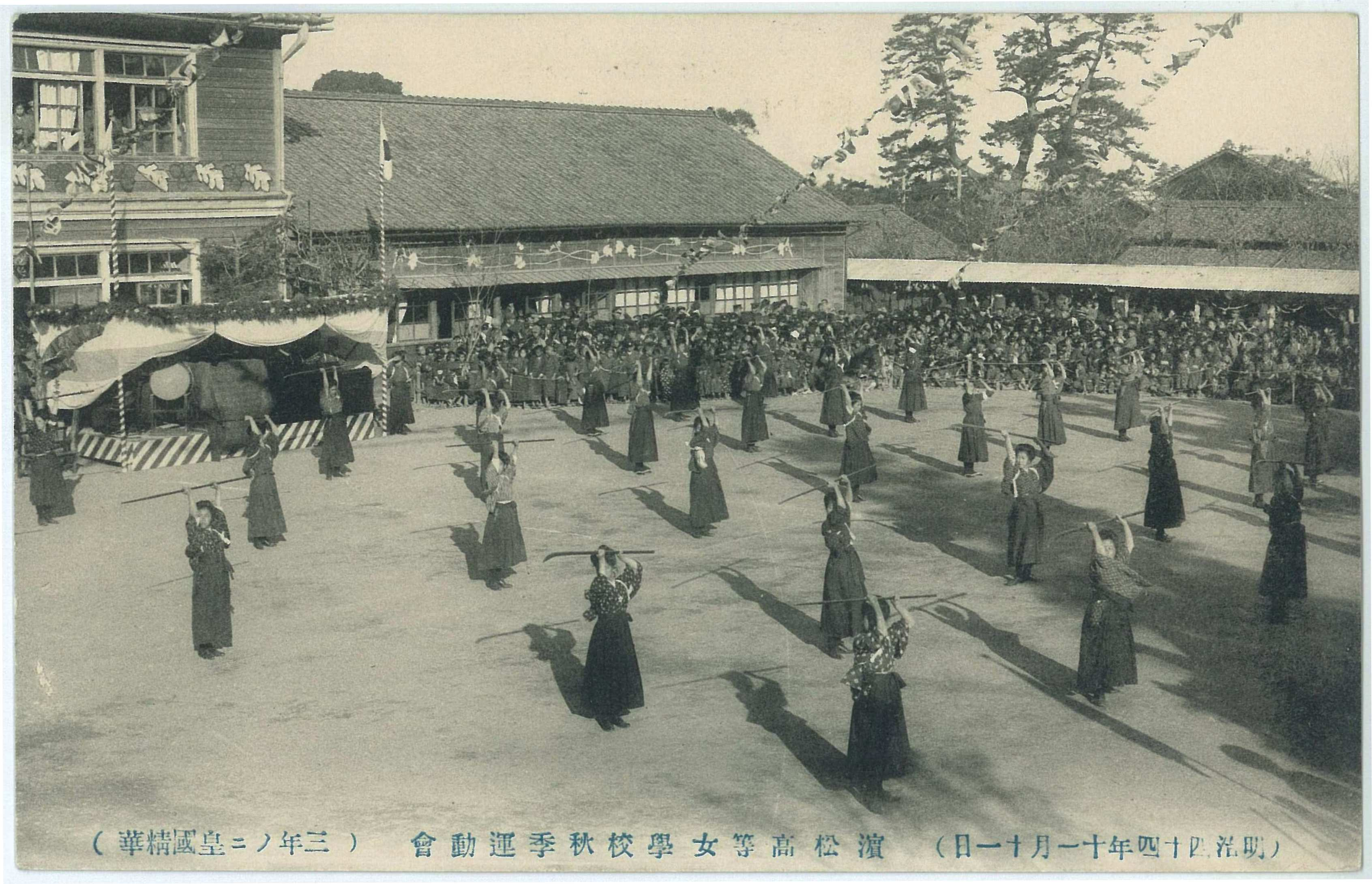
1911年に浜松で行われた運動会でのなぎなたの使用のデモンストレーション。学校のクラブでの規律訓練は、歴史的に生徒における上下関係に影響を与えた。

### 歴史
上下関係は、日本において古くから存在していたが、儒教、日本の伝統的な家族制度、そして1898年に制定された民法の3つの要素が、その発展に大きな影響を与えている。
儒教は6世紀から9世紀の間に中国から伝来したが、深い社会的な変化をもたらした思想であったネオ儒教（宋明理学）が日本で徳川幕府で公式の学問（朱子学）になったことから（1603年から1867年）、忠誠の指針および賛辞（朝貢 chōkō）などがその時の日本人観を支配していった。長老と祖先崇拝の尊重がよく日本人に受け入れられ、そしてこれらの影響が日常生活の中に広がっていった。他の中国から影響と同様に、日本人はこれらの考えを選択的に独自の方法で採用したため、儒教の「忠誠心」は封建領主や天皇への忠誠心とみなされた。
日本の家制度はまた、上下関係の構築への影響をかね備えていた。この家制度では、父は家長であり、最年長の息子もそれに次ぐ権力を持っていた。彼らは最上の教育を受け、より優れている倫理知識を備えているとされたため、家庭内で権力を持っていた。上役への尊敬が日本の社会の長所と考えられたので、妻と子供はそれに従う必要があった。遺伝的なシステムに加え、最年長の息子だけが父の財産を相続することができ、娘や年少の子供は、何も得られなかった。
上下関係に影響を与えた最後の要因は、1898年の民法でこれは年功の特権の規則、伝統的な家族制度を強化し、家族内の階層的価値の明確な定義を与えた。これは世帯主が家族を指揮する権利を持ち、長男がその地位を継承するもの（長子相続）。これらの法令は、第二次世界大戦が終わりに日本が降伏した後、1947年に廃止された。それにもかかわらず、これらの価値観は、日本社会における心理的影響として廃止以降も残っていく。

### 用語法
年功序列は、日本語のさまざまな文法規則に反映されていく。目上の者に対して敬意を表すために使用される敬語は、主に3種類に分けられる：
- 尊敬語（「敬意を表す言葉」）：目上の者に対する敬意を表すために使用される。その人物は、行動、物体、特性、およびこの人に関連する人々を含めて、話す [15]。
- 謙譲語（「謙虚な言葉」）：尊敬語とは対照的に、謙譲語の場合、話者は目上の者に対して自分自身を低い立場に置いたり卑下したりすることで敬意を示す[16]。
- 丁寧語（「丁寧な言葉」）：他の2つとは異なり、話されている人ではなく、聞き手に対してのみ敬意が示される。 [15]

尊敬語と謙譲語には、言語の種類に固有の表現（動詞、名詞、特別な接頭辞）がある。例えば、「行う」を表す一般的な動詞はするであるが、尊敬語でなさる、謙譲語でいたすとなる。
階層関係のもう1つのルールは、敬称の使用で、先輩は後輩が男性または女性であるかどうかに関係なく、後輩を指定された名前または姓の後に接尾辞でくんをつけ対応する。後輩は同様に、接尾辞に-先輩または-さんとつけて呼称する。後輩が人への尊敬の最高レベルを表す接尾辞-さま、を先輩が後輩に使用することは非常に珍しいことである 。

### 普及

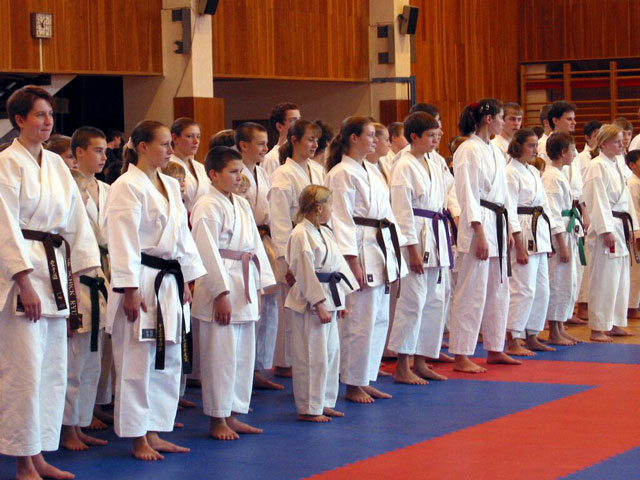
国際レベルでも、先輩と後輩の関係は武道を通じて広がっている。武道では、さまざまな段と級のメンバーが帯の色で分類されている。

先輩と後輩の関係が日本で最も広く適用される場所の1つは学校で、たとえば、中学および高等学校（特に学校のクラブ）では、3年生（最年長）が先輩として大きな力を発揮する。学校のスポーツクラブでは、新しい後輩はボールの回収、運動場の掃除、用具の世話、そして年長の生徒の服を洗うなどの基本的な仕事を任される。また、後輩は、先輩から褒められた際にその先輩に対して、お辞儀をするか会釈することが求められる。また、先輩は後輩を罰するか、厳しく扱うことがある。
これらの謙虚な行動がなされる主な理由は、チームメンバーの従順さ、指導者またはキャプテンの指示に従う場合にのみ良い選手になることができこうして謙虚から責任感を備え、将来において他人に協力的な社会人にさせると考えられているからである。
日本の学校での上下関係は、生徒の能力よりも年齢に重点を置いているため、先輩と後輩の間の優位性のルールは、教師と生徒の関係に似ている。教師と生徒の関係では、教師の年齢と経験を尊重し、疑問を持たれないようにする必要がある。
大学ではさまざまな年齢の学生が同じクラスに参加するため、先輩と後輩の関係は弱くなっている。学生は、主に礼儀正しい言語（丁寧語）を介して、年長者に対する敬意を示す。それにもかかわらず、教授間では学歴と経験に基づいて、垂直的な年功序列が優先される。
仕事場での先輩と後輩の関係は、日本の企業にも普及している。日本企業の社会環境は、優越制度と正社員制度という2つの基準で規制され従業員の地位、給与、および地位は年功序列に大きく依存しており、ベテランの従業員は一般的に最高の地位に就き、部下よりも高い給与を受け取る。1990年代まで、多くの企業は終身雇用であったため、そのような従業員制度のもとで職を失うことを心配する必要がなかった。
先輩と後輩の関係は、日本のビジネス界の対人関係の基礎である。たとえば、会議において、部下は出入口に最も近い下座 （「下の席」）と呼ばれる位置に座り、上司が重要な賓客の隣に上座（「上の席」）と呼ばれる位置に座る。会議の間、ほとんどの従業員は意見を述べるのではなく、単に上司に耳を傾けて同意するだけであるが、会社の上位の従業員に事前の同意を得て意見を表明することもできる。
日本以外では、先輩と後輩の関係は日本の武道の教えによく見られ、歴史的知識の欠如により誤解が生じるが、日本の垂直的社会的階層は西洋のような文化には存在しないとされる。

### 問題点
先輩と後輩の関係は日本社会に深く根ざしているにもかかわらず、20世紀末から学術機関や企業組織の間で変化があり、後輩らは、もはや彼らの先輩の経験に限っては敬意を示さなかったり、関係がより表面的になるなど、年功序列はその重要性を失い始めている。学生の間では、海外での生活の大部分を過ごして日本に帰国した日本人学生や、日本の階層システムに根ざした精神性のない外国人学生などで多様化している。
1990年代初頭の経済バブルの崩壊は、高位の従業員の解雇を含む大規模な失業を引き起こした。それ以降、多くの企業は従業員の年齢や勤続年数だけではなく、彼らが持つスキルを重視することを検討し始めた。徐々に多くの企業が給与と昇進の制度を再構築しなければならなくなったため、年功序列は日本社会への影響力を失った。
先輩と後輩のシステムに対する態度は、伝統への感謝と先輩と後輩との良好な関係の利点とは異なる。消極的な黙認や反感などシステムを批判する人々にとってそれは任意的で不公平であるが、先輩はしばしば強情でもあり、したがってこうしたシステムから結果としてグループから抜け出すことは恥としたり、恐れたりする。例えば、後輩らみずからの業績が先輩を上回る場合など、その先輩の上になることは先輩の顔を潰すことであり、また後輩も陳謝が必要で、場合によっては暴力やいじめにつながることもある。
ほとんどの日本人は、それを批判する人も含めて、先輩と後輩のシステムを社会の常識的な側面として受け入れているが、そこから必然的に負の社会的結果を招くという認識もしている。